# Google Browser Sync
Google Browser Sync（グーグルブラウザーシンク）は、Googleが2006年6月8日に公開したFirefox用の拡張機能である。Firefox v.1.5以上2以下に対応。
Firefoxに保存されているブックマーク、Cookieなどを複数のパソコン間で同期する事が出来る。
利用するためにはGoogleアカウントと同期用のパスワードが必要。
最新版の1.3.20070523.0は、2008年6月17日にリリースされたFirefox 3には対応していない。非公式情報ではあるが、Firefox 3に対応したアップデートは行われず、また、2008年中にはFirefox 2以前に対するサポートも終了すると報じられている。